# Шварценфелд
Шварценфелд (њем. Schwarzenfeld) град је у њемачкој савезној држави Баварска. Једно је од 33 општинска средишта округа Швандорф. Према процјени из 2010. у граду је живјело 6.245 становника. Посједује регионалну шифру (AGS) 9376163.

## Географски и демографски подаци
Шварценфелд се налази у савезној држави Баварска у округу Швандорф. Град се налази на надморској висини од 360–415 метара. Површина општине износи 38,3 km². У самом граду је, према процјени из 2010. године, живјело 6.245 становника. Просјечна густина становништва износи 163 становника/km².

## Међународна сарадња
| Мјесто | Држава   | Врста сарадње | Од    |
| ------ | -------- | ------------- | ----- |
| Штрас  | Аустрија | партнерство   | 1977. |
| Извор  |          |               |       |